# Чорний лебідь (теорія)

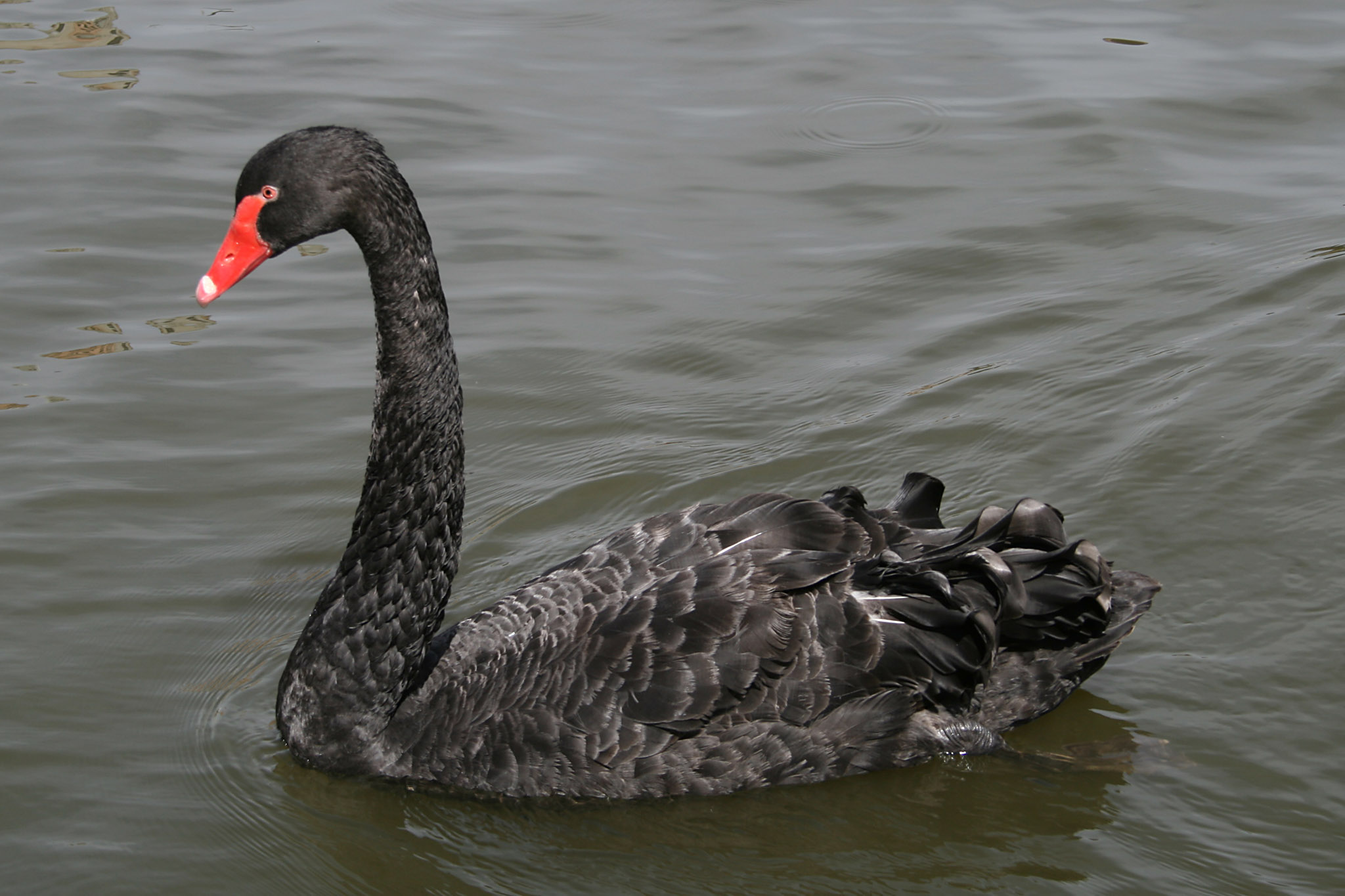
Чорний лебідь — птах із роду лебедів (Cygnus) родини качиних (Anatidae). До XVIII століття не був відомий науці.

«Чо́рний ле́бідь» — теорія, що розглядає важкопрогнозовані та рідкісні події, котрі мають значні наслідки. Автор теорії — Насім Ніколас Талеб, у своїй книзі «Чорний лебідь: вплив надто неймовірного» увів термін «події типу “чорного лебедя”» (англ. TBS, The Black Swan).

## Охоплення
Відповідно до критеріїв, запропонованих автором теорії:
1. Подія є несподіваною (для експерта).
2. Подія продукує значні наслідки.
3. Після настання, в ретроспективі, подія має раціоналістичне пояснення, як нібито очікувана.

На думку автора, практично всі значущі наукові відкриття, історичні та політичні події, досягнення мистецтва і культури — це «чорні лебеді». Прикладами «чорних лебедів» є розвиток і впровадження інтернету, Перша світова війна, розвал Радянського Союзу і терористичні атаки 11 вересня. Талеб також підкреслює, що людство нездатне успішно прогнозувати своє майбутнє, а впевненість у своїх знаннях випереджає самі знання і породжує феномен «надлишкової впевненості».

## Поведінка
Основна ідея в книзі Талеба полягає в тому, що варто не намагатися передбачати «чорних лебедів», а будувати стійкість до негативних подій і мати можливість використовувати позитивні події. Талеб стверджує, що банки й торговельні фірми дуже вразливі перед впливом небезпечних подій типу «чорного лебедя» і зазнають непередбачуваних втрат. Зокрема, щодо бізнесу Талеб вельми критично ставиться до широко розповсюдженого використання нормальної моделі розподілу як основи для розрахунку ризику. Наприклад, у дослідженні вчених з Оксфордського університету на підставі даних 1471 ІТ-проектів продемонстровано, що хоча середній показник перевитрат був тільки 27 %, один із шести проектів мав показник перевитрати коштів у 200 % і перевитрати часу на майже 70 %.
У другому виданні книги «Чорний лебідь: вплив надто неймовірного» Талеб наводить «Десять принципів стійкого до “чорних лебедів” суспільства».
Талеб стверджує, що «чорні лебеді» залежать від спостерігача. Наприклад, те, що може бути сюрпризом у вигляді «чорного лебедя» для індички, не є несподіванкою для її м'ясника. Отже, ціль має полягати у тому, щоб не опинитися індичкою, шляхом виявлення вразливих ділянок у порядку перетворення «чорних лебедів на білих».

## Етимологія
Термін «чорний лебідь» відомий як латинський вислів — найстаріша відома цитата належить перу давньоримського поета-сатирика Ювенала: «Хороша людина так само рідкісна, як чорний лебідь» (лат. rara avis in terris nigroque simillima cygno). До 1697 року вважалося, що лебеді бувають тільки білими, проте голландська експедиція, яку очолював Віллем Вламінк, виявила в Західній Австралії популяцію чорних лебедів.
Хоча метафора відома у філософії досить давно, саме Талеб став використовувати її для позначення рідкісних і несподіваних подій зі значними наслідками. При цьому «чорні лебеді» можуть бути не тільки негативними подіями, а й непрогнозованими «удачами».
Талеб описує кілька типів помилок, що призводять до зайвої впевненості у власній здатності аналізувати майбутнє:
- наративні (запізнілий пошук причини події під час її опису)
- ігрові (використання ігрових аналогій при моделюванні)
- ретроспективні (віра в успішне пророкування майбутніх подій на підставі аналізу тих, що вже сталися)[10].